# Wydawnictwo papierwdole
Wydawnictwo papierwdole – polskie wydawnictwo powstałe w 2019 z siedzibą w Ligocie Małej koło Wrocławia.
Wydaje zarówno książki poetyckie, jak i prozatorskie, a także magazyn Papier w dole. Współpracuje z wydawnictwem Katalog Press z Edynburga. Do zespołu wydawniczego należą m.in. założyciele Konrad Góra i Jacek Żebrowski. Wśród autorów wydanych książek są m.in.: Roman Bromboszcz, Ewa Jarocka, Emilia Konwerska, Tymoteusz Onyszkiewicz, Rafał Różewicz, Robert Rybicki, Mirka Szychowiak i Ilona Witkowska. 

## Wyróżnienia dla wydanych książek
- Nagroda Literacka Gdynia 2024 w kategorii poezja: Wojciech Kopeć, Jest taki konik
- nominacja do Wrocławskiej Nagrody Poetyckiej „Silesius” 2024 w kategorii debiut roku: Martyna Pankiewicz, czym się żywi ziemia i martwi[2]
- Wrocławska Nagroda Poetycka „Silesius” 2023 w kategorii debiut roku: Ivan Davydenko, Halal[3]
- nominacja do Nagrody Literackiej m.st. Warszawy 2022 w kategorii poezja: Ilona Witkowska, gdzie są moje dzieci?[4]
- nominacja do Nagrody Literackiej Gdynia 2022 w kategorii poezja: Emilia Konwerska, 112[5]
- nominacja do Nagrody Literackiej Gdynia 2022 w kategorii proza: Ewa Jarocka, Skończyło się na całowaniu[5]
- Nagroda im. Kazimiery Iłłakowiczówny za debiut roku 2020: Marcin Czerwiński, Miniaturzyści esperanto[6]